# Xiphidiopsis mjobergi
Xiphidiopsis mjobergi är en insektsart som beskrevs av Heinrich Hugo Karny 1925. Xiphidiopsis mjobergi ingår i släktet Xiphidiopsis och familjen vårtbitare. Inga underarter finns listade i Catalogue of Life.